# Martina Beck

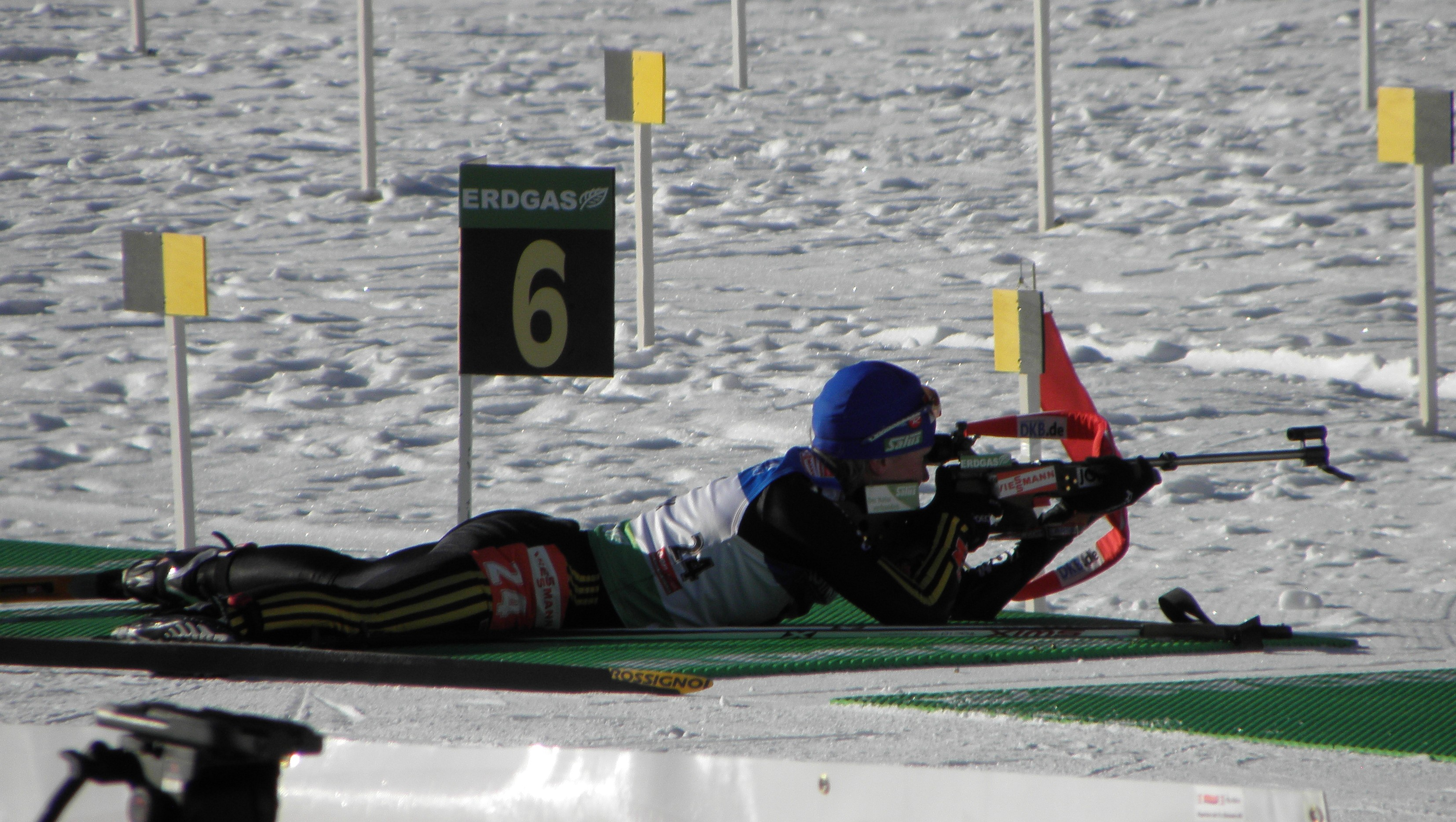
Beck in 2010

Martina Beck, (geboren Glagow, Garmisch-Partenkirchen, 21 september 1979) is een Duitse biatlete. Ze nam driemaal deel aan de Olympische Spelen en won hierbij in totaal vier medailles.
Haar eerste medaille op een wereldkampioenschap op internationaal niveau wist ze te behalen tijdens het WK in 2001. Hier behaalde ze de zilveren medaille op de massastart. Pas in 2003 kon ze daar een opmerkelijk resultaat aan toevoegen, toen ze met de Duitse estafetteploeg het brons op de wereldkampioenschappen wist te winnen. Gedurende datzelfde toernooi werd ze echter ook wereldkampioene door in de achtervolgingswedstrijd tegelijkertijd over de finish te komen met Sandrine Bailly. Zelfs de fotofinish bracht geen oordeel over die de winnares was en daarom werden beide dames tot wereldkampioene gekroond.
Het jaar daarop, in 2004 won ze niet de wereldtitel, maar mocht ze toch een verdienstelijke zilveren medaille op dezelfde afstand komen ophalen. Het brons op de estafette werd wel geëvenaard en daarbij won ze een tweede bronzen medaille in de sprintwedstrijd. Daarna stokte de medailleregen, maar tijdens de Olympische Winterspelen 2006 liet ze zich weer van haar beste kant zien.
In de individuele wedstrijd, het eerste onderdeel op de Spelen eindigde ze aanvankelijk op de derde plaats en kreeg ze op Medal Plaza het brons om haar nek gehangen. Enkele dagen later bleek de winnares van het zilver Olga Pileva positief getest te zijn bij de dopingcontrole. Zij moest haar medaille inleveren en werd tevens voor twee jaar geschorst. Hierdoor schoof Glagow op naar het zilver. Later op de Spelen voegde ze er een tweede zilveren medaille aan toe, toen ze op de achtervolging alleen haar landgenote Kati Wilhelm voor moest laten gaan. Samen met diezelfde Wilhelm en met Katrin Apel en Andrea Henkel won ze op de estafette haar derde Olympische zilveren medaille.
Op de Olympische Winterspelen 2010 in Vancouver won ze een bronzen medaille op het onderdeel 4 x 6 km estafette.

## Resultaten

### Olympische Winterspelen
| Jaar | Plaats         | Onderdeel   | Onderdeel | Onderdeel     | Onderdeel  | Onderdeel |
| Jaar | Plaats         | Individueel | Sprint    | Achtervolging | Massastart | Estafette |
| ---- | -------------- | ----------- | --------- | ------------- | ---------- | --------- |
| 2002 | Salt Lake City | 7e          | –         | –             |            | –         |
| 2006 | Turijn         | ↑           | 17e       | ↑             | 4e         | ↑         |
| 2010 | Vancouver      | 29e         | –         | –             | –          | ↑         |

### Wereldkampioenschappen
| Jaar | Plaats            | Onderdeel                               | Onderdeel                               | Onderdeel                               | Onderdeel                               | Onderdeel                               | Onderdeel          |
| Jaar | Plaats            | Individueel                             | Sprint                                  | Achtervolging                           | Massastart                              | Estafette                               | Gemengde estafette |
| ---- | ----------------- | --------------------------------------- | --------------------------------------- | --------------------------------------- | --------------------------------------- | --------------------------------------- | ------------------ |
| 2000 | Oslo Holmenkollen | –                                       | 34e                                     | 24e                                     | 17e                                     | –                                       |                    |
| 2001 | Pokljuka          | 12e                                     | –                                       | –                                       | Zilver                                  | –                                       |                    |
| 2002 | Oslo Holmenkollen | Niet gehouden vanwege Olympische Spelen | Niet gehouden vanwege Olympische Spelen | Niet gehouden vanwege Olympische Spelen | –                                       |                                         |                    |
| 2003 | Chanty-Mansiejsk  | 6e                                      | 10e                                     | Goud                                    | 12e                                     | Brons                                   |                    |
| 2004 | Oberhof           | 6e                                      | Brons                                   | Zilver                                  | 26e                                     | Brons                                   |                    |
| 2005 | Hochfilzen        | –                                       | –                                       | –                                       | –                                       | –                                       | –                  |
| 2006 | Pokljuka          | Niet gehouden vanwege Olympische Spelen | Niet gehouden vanwege Olympische Spelen | Niet gehouden vanwege Olympische Spelen | Niet gehouden vanwege Olympische Spelen | Niet gehouden vanwege Olympische Spelen | 10e                |
| 2007 | Antholz           | Brons                                   | 36e                                     | 11e                                     | Zilver                                  | Goud                                    | –                  |
| 2008 | Östersund         | Zilver                                  | 14e                                     | 7e                                      | 6e                                      | Goud                                    | –                  |
| 2009 | Pyeongchang       | 28e                                     | 12e                                     | 6e                                      | 11e                                     | Zilver                                  | –                  |
| 2010 | Chanty-Mansiejsk  | Niet gehouden vanwege Olympische Spelen | Niet gehouden vanwege Olympische Spelen | Niet gehouden vanwege Olympische Spelen | Niet gehouden vanwege Olympische Spelen | Niet gehouden vanwege Olympische Spelen | –                  |

### Wereldkampioenschappen junioren
| Jaar | Plaats        | Onderdeel   | Onderdeel | Onderdeel     | Onderdeel |
| Jaar | Plaats        | Individueel | Sprint    | Achtervolging | Estafette |
| ---- | ------------- | ----------- | --------- | ------------- | --------- |
| 1997 | Forni Avoltri | –           | Zilver    |               | Zilver    |
| 1998 | Valcartier    | 4e          | Brons     |               |           |
| 1999 | Pokljuka      | 9e          | Goud      | Goud          | Goud      |

### Wereldbeker
Eindklasseringen
| Seizoen   | Algemeen | Individueel | Sprint | Achtervolging | Massastart |
| --------- | -------- | ----------- | ------ | ------------- | ---------- |
| 1999/2000 | 13e      | –           | –      | –             | –          |
| 2000/2001 | 9e       | 5e          | 18e    | 16e           | Brons      |
| 2001/2002 | 12e      | 9e          | 12e    | 14e           | 10e        |
| 2002/2003 | Goud     | 8e          | Zilver | Goud          | 7e         |
| 2003/2004 | 6e       | Brons       | 4e     | 6e            | 21e        |
| 2004/2005 | 11e      | Zilver      | 16e    | 10e           | 16e        |
| 2005/2006 | Brons    | 4e          | 5e     | 4e            | Goud       |
| 2006/2007 | 7e       | Brons       | 10e    | 6e            | 20e        |
| 2007/2008 | 5e       | Goud        | 8e     | 6e            | 10e        |
| 2008/2009 | 8e       | 16e         | 14e    | Brons         | 16e        |
| 2009/2010 | 17e      | 16e         | 23e    | 23e           | 10e        |